# مجال جوي مراقب

المجال الجويّ المراقب هو الجزء من المجال الجوي لدولة ما والذي تقرر تقديم خدمات المراقبة الجوية فيه بالإضافة إلى خدمة معلومات الطيران وخدمة البحث والإنقاذ. تقدم خدمة المراقبة الجوية من خلال ضباط المراقبة الجوية ومسئوليتهم الأساسية هي تحقيق الفاصل الرأسي والأفقي بين الطائرات طوال فترة الرحلة الجوية، وتقديم المعلومات الهامة لسلامة الحركة الجوية، وتلقي نداءات الاستغاثة من الطيارين في حالات الطوارئ وتقديم المساعدة وإبلاغ الجهات المعنية بذلك فورا.